# Campionati europei di atletica leggera 2022 - Lancio del disco femminile
La specialità della lancio del disco femminile dei campionati europei di atletica leggera 2022 si è svolta tra il 15 e il 16 agosto all'Olympiastadion di Monaco di Baviera, in Germania.

## Podio
| Pos.    | Atleta          | Nazione  | Misura  | Note |
| ------- | --------------- | -------- | ------- | ---- |
| Oro     | Sandra Perković | Croazia  | 67,95 m |      |
| Argento | Kristin Pudenz  | Germania | 67,87 m |      |
| Bronzo  | Claudine Vita   | Germania | 65,20 m |      |

## Situazione pre-gara

### Record
Prima di questa competizione, il record del mondo (RM), il record europeo (EU) ed il record dei campionati (RC) sono i seguenti:
| Record                | Prestazione | Atleta                        | Data                                       | Competizione |
| --------------------- | ----------- | ----------------------------- | ------------------------------------------ | ------------ |
| Record mondiale       | 76,80 m     | Gabriele Reinsch Germania Est | 9 luglio 1988 Neubrandenburg, Germania Est |              |
| Record europeo        | 76,80 m     | Gabriele Reinsch Germania Est | 9 luglio 1988 Neubrandenburg, Germania Est |              |
| Record dei campionati | 71,36 m     | Diana Gansky Germania Est     | 28 agosto 1986 Stoccarda, Germania Ovest   | Europei 1986 |

### Campione in carica
La campionessa europea in carica era prima della manifestazione sportiva:
| Campione | Nazione                 | Prestazione | Data                             | Competizione |
| -------- | ----------------------- | ----------- | -------------------------------- | ------------ |
| Europeo  | Sandra Perković Croazia | 67,62 m     | 11 agosto 2018 Berlino, Germania | Europei 2018 |

### La stagione
Prima di questa gara, gli atleti con le migliori tre prestazioni dell'anno erano:
| Pos. | Nazione                         | Prestazione | Data                                         |
| ---- | ------------------------------- | ----------- | -------------------------------------------- |
| 1    | Sandra Perkovic Croazia         | 68,45 m     | 20 luglio 2022 Eugene, Stati Uniti d'America |
| 2    | Kristin Pudenz Germania         | 67,10 m     | 25 giugno 2022 Berlino, Germania             |
| 3    | Jorinde van Klinken Paesi Bassi | 65,66 m     | 18 luglio 2022 Eugene, Stati Uniti d'America |

## Risultati

### Qualificazioni
Si qualificano alla finale le atlete che raggiungono la misura di 63,50 m (Q) o le 12 migliori misure (q).
| Pos | Gruppo | Atleta                    | Nazionalità   | 1ª prova | 2ª prova | 3ª prova | Risultato | Note |
| --- | ------ | ------------------------- | ------------- | -------- | -------- | -------- | --------- | ---- |
| 1   | A      | Sandra Perković           | Croazia       | 62,67    | x        | 65,94    | 65,94     | Q    |
| 2   | B      | Liliana Cá                | Portogallo    | 58,60    | 62,78    | 65,21    | 65,21     | Q    |
| 3   | B      | Kristin Pudenz            | Germania      | 64,25    |          |          | 64,25     | Q    |
| 4   | A      | Claudine Vita             | Germania      | 62,59    | 62,77    | 63,51    | 63,51     | Q    |
| 5   | A      | Shanice Craft             | Germania      | 60,89    | 60,57    | 62,64    | 62,64     | q    |
| 6   | B      | Marija Tolj               | Croazia       | 54,75    | 60,84    | 62,51    | 62,51     | q    |
| 7   | A      | Jorinde van Klinken       | Paesi Bassi   | x        | x        | 62,18    | 62,18     | q    |
| 8   | B      | Lisa Brix Pedersen        | Danimarca     | 57,46    | 52,46    | 59,40    | 59,40     | q    |
| 9   | A      | Mélina Robert-Michon      | Francia       | 58,85    | 56,59    | 54,22    | 58,85     | q    |
| 10  | B      | Chrysoula Anagnostopoulou | Grecia        | 58,13    | 53,81    | 55,57    | 58,13     | q    |
| 11  | A      | Jade Lally                | Gran Bretagna | 56,55    | 57,19    | 57,68    | 57,68     | q    |
| 12  | A      | Irina Rodrigues           | Portogallo    | 56,23    | 57,04    | x        | 57,04     | q    |
| 13  | B      | Stefania Strumillo        | Italia        | 56,90    | 55,43    | 54,95    | 56,90     |      |
| 14  | B      | Ieva Zarankaitė           | Lituania      | 55,22    | 55,66    | 56,85    | 56,85     |      |
| 15  | A      | Daria Zabawska            | Polonia       | 54,60    | 56,54    | x        | 56,54     |      |
| 16  | A      | Daisy Osakue              | Italia        | 56,54    | x        | x        | 56,54     |      |
| 17  | A      | Salla Sipponen            | Finlandia     | x        | 53,29    | 56,47    | 56,47     |      |
| 18  | B      | Alida van Daalen          | Paesi Bassi   | x        | 56,05    | x        | 56,05     |      |
| 19  | B      | Özlem Becerek             | Turchia       | 52,78    | 56,01    | x        | 56,01     |      |
| 20  | A      | Dragana Tomašević         | Serbia        | 53,95    | 53,43    | 55,51    | 55,51     |      |
| 21  | B      | Kirsty Law                | Gran Bretagna | 52,31    | 54,83    | x        | 54,83     |      |
| 22  | B      | Amanda Ngandu-Ntumba      | Francia       | x        | 53,00    | 54,70    | 54,70     |      |
| 23  | B      | Karolina Urban            | Polonia       | 54,33    | 50,38    | 53,82    | 54,33     |      |
| 24  | A      | Androniki Lada            | Cipro         | 52,80    | 48,91    | 49,82    | 52,80     |      |
| 25  | A      | Vanessa Kamga             | Svezia        | x        | 51,66    | 49,32    | 51,66     |      |

### Finale
| Pos     | Atleta                    | Nazionalità   | 1ª prova | 2ª prova | 3ª prova | 4ª prova | 5ª prova | 6ª prova | Risultato | Note                                     |
| ------- | ------------------------- | ------------- | -------- | -------- | -------- | -------- | -------- | -------- | --------- | ---------------------------------------- |
| Oro     | Sandra Perković           | Croazia       | x        | 65,77    | x        | x        | 67,95    | x        | 67,95     |                                          |
| Argento | Kristin Pudenz            | Germania      | 62,44    | 65,05    | 66,93    | x        | 67,87    | 63,68    | 67,87     | Miglior prestazione personale            |
| Bronzo  | Claudine Vita             | Germania      | 63,24    | 63.21    | 65,20    | 65,12    | 63,73    | 63,97    | 65,20     | Miglior prestazione personale stagionale |
| 4       | Jorinde van Klinken       | Paesi Bassi   | 64,03    | x        | 59,53    | x        | 64,43    | x        | 64,43     |                                          |
| 5       | Liliana Cá                | Portogallo    | 63,67    | 61,70    | 63,38    | x        | x        | x        | 63,67     |                                          |
| 6       | Marija Tolj               | Croazia       | 57,57    | x        | 55,73    | x        | 63,37    | 61,67    | 63,37     |                                          |
| 7       | Shanice Craft             | Germania      | 62,55    | 62,11    | 62,64    | 61,97    | 62,78    | x        | 62,78     |                                          |
| 8       | Mélina Robert-Michon      | Francia       | 56,99    | 57,89    | 60,60    | x        | x        | x        | 60,60     |                                          |
| 9       | Jade Lally                | Gran Bretagna | 54,83    | 56,56    | 57,08    |          |          |          | 57,08     |                                          |
| 10      | Lisa Brix Pedersen        | Danimarca     | 55,72    | 56,05    | 57,02    |          |          |          | 57,02     |                                          |
| 11      | Irina Rodrigues           | Portogallo    | 54,85    | 54,07    | 56,23    |          |          |          | 56,23     |                                          |
| 12      | Chrysoula Anagnostopoulou | Grecia        | x        | 55,06    | 56,10    |          |          |          | 56,10     |                                          |